# Morte (DC Comics)
(Neil Gaiman, Façade (The Sandman: Dream Country), 1991)
Morte (Death) è un personaggio immaginario nella serie The Sandman (1989-1996) pubblicata dalla DC Comics. Il personaggio comparve per la prima volta in The Sandman vol. 2 n. 8 (agosto 1989), e fu creato da Neil Gaiman e Mike Dringenberg.
Nelle storie, Morte è sia la fine della vita che uno psicopompo. Come molte delle impersonificazioni della morte, Morte incontra i morti e li guida nella loro nuova esistenza. Tuttavia, secondo quanto detto da Distruzione in Sandman Special, a differenza della maggior parte delle impersonificazioni della morte, visita anche le persone quando nascono ed evidentemente, solo lei sembra ricordare questi incontri. Nel numero speciale, rivelò anche che Morte era nota nell'antica Grecia come Teleute.
Fisicamente, Morte è l'opposto della personificazione tradizionale dell'ovest (tipo il Tristo Mietitore). In The Sandman, invece di comparire come una giovane donna pallida e vestita in stile gotico, Morte veste abiti casual - spesso un top nero e un paio di jeans. Indossa anche un ankh d'argento intorno al suo collo come una collana, e ha sugli occhi un simbolo dell'Occhio di Horus.. È una ragazza piacevole e vivace e fu una figura materna per entrambe le incarnazioni di Sogno: questa ironia aiutò a rendere popolare la figura di Morte in Sandman. Morte fu elencata al 15º posto dei più grandi personaggi secondo Empire Magazine, e fu poi inserita al secondo posto nella lista di Comics Buyer's Guide "Le 100 Donne più Sexy dei Fumetti".

## Storia di pubblicazione
Altre personificazioni di Morte comparvero nell'Universo DC. Queste variazioni di aspetto potrebbero essere state razionalizzate per essere personaggi completamente diversi con una relazione sconosciuta (o mancante) verso la Morte globale mostrata nella serie The Sandman, o potrebbe essere spiegata attraverso una sequenza all'inizio della serie. Nella sequenza dove Morfeo è alla ricerca degli oggetti di potere, comparve alla porta di Martian Manhunter, che per un istante lo vede: fatto strano poiché nessun umano lo ha mai visto. Questo può indicare che le sembianze fisiche degli Eterni (le sembianze di Sogno, per esempio) sono soggette alla mente della persona che li osserva. Furono creati numerosi riferimenti nella serie riguardo a Morte, indicando che la percezione della forma degli Eterni è soggettiva e non oggettiva.
In Captain Atom n. 42 Morte compare al fianco di Black Racer dei Nuovi Dei e di Nekron (un essere che impersona la volontà di "Il Nero", la solitudine e la pace rappresentata dalla Morte in Lanterna Verde). La storia affermò che tutti e tre sono uguali, rappresentando ognuno un aspetto diverso della Morte. Gaiman negò tutto, però, e le sue storie resero chiaro che Morte degli Eterni è la personificazione ultima della Morte. Si può presumere tuttavia che Nekron, Racer e il Flash Nero le siano connessi in qualche modo. Alternativamente, ci potrebbero essere numerosi avatar o dei della Morte nell'Universo DC, nonostante tutti affermino di essere la Morte. La notte più profonda risolse questa apparente ambiguità o contraddizione, quando non ci si riferì più a Nekron come ad un aspetto della Morte ma invece come un costrutto formato dall'oscurità in risposta alla luce emergente dallo spettro emozionale.
Una versione più tradizionale di Morte, uno scheletro in un abito tendente al blu o al viola, comparve come ospite in alcuni fumetti DC come Weird Mystery Tales, House of Secrets, Weird War Tales (incluso essere nella storia del n. 94), DC Comics Presents n. 29, ecc. Weird War Tales presentava tipicamente Morte come uno scheletro in una specie di uniforme militare rilevante all'epoca e alla località della guerra descritta. Questo personaggio comparve primariamente in Elvira's House of Mystery n. 2 (febbraio 1986). Come questa Morte pre-Crisi si relaziona con la Morte di Gaiman, se lo fa, non è chiaro, anche se il suo fratello più grande Destino compare con il personaggio, ed entrambe le Morti comparvero con le incarnazioni di Superman. Superman si riferì alla prima Morte chiamandola "Grim Reaper", allora magari potrebbe riguardare un personaggio distinto, ma nelle pagine di Weird War Tales si autonominò "Morte". Comparve anche quando Weird War Tales fu pubblicato sotto la Vertigo e nel Weird War Tales auto conclusivo del 2010.
Morte comparve come una donna in The Witching Hour n. 56 (luglio 1975) in una storia narrata da Mordred (scritta da Carl Wessler e illustrata da Ruben Yandoc). Fu descritta come piccolina, con i capelli biondi ricci, e fu la rivale delle attenzioni di due uomini, ed entrambi morirono in un incidente d'auto.
In Swamp Thing vol. 2 n. 6, lo Straniero Fantasma incontra Morte nella forma di un gentiluomo di mezza età, probabilmente ispirato da La morte va in vacanza. Nella storia, una giovane donna, Margareth "Maggie" Brennan, ebbe ciò che sarebbe dovuta essere una ferita di poco conto alla testa e ad un accenno di Morte scese di divenirne la moglie. Come qualcuno morto da poco, insegnò a Morte ad avere compassione delle nuove persone decedute ed alleviarne le paure. Adottandone il consiglio entrambi servirono come aspetti della Morte. Questa versione di Morte fu creata da Mike W. Barr e Dan Spiegle. Maggie è bionda e ha una somiglianza fisica minima della versione di Gaiman e Dringenberg, anche se la sua natura compassionevole è simile. In The Spectre vol. 2, lo stesso Straniero Fantasma comparve come unico psicopompo dell'Universo DC.
L'incarnazione corrente di Morte comparve per la prima volta nel capitolo finale della prima storia di Sandman, Preludi e notturni, "The Sound of Her Wings" n. 8, dove diede a Sogno delle direzioni e un certo grado di comprensione. Morte istantaneamente divenne molto popolare tra i lettori, e comparve almeno brevemente in ognuna delle seguenti nove storie. Tuttavia, Gaiman tentò di attirare e stuzzicare i lettori razionando le comparse della famiglia di Sogno, così che Morte non comparisse così frequentemente come qualcuno potrebbe aspettarsi per un personaggio tanto popolare. Alla fine della nona storia di Sandman, The Kindly Ones, ci fu una lunga e notevole comparsa di Morte, in cui finalmente portò la pace al fratello.

### Disegno del personaggio
Secondo Gaiman, il disegno visivo iniziale di Morte si basò su un'amica di Dringenberg di nome Cinamon Hadley. Tratto da The Sandman Companion:
McKean utilizzò anche una serie di modelle inglesi professioniste per la rappresentazione di Morte sulla copertina di Sandman.
Nonostante alcune voci, Morte non si basa sull'amica di Neil Gaiman Tori Amos.
L'eta apparente di Morte varia leggermente. In alcuni disegni sembra essere un'adolescente, mentre nella maggior parte delle storie di Sandman sembra essere a metà della ventina. Nell'omaggio Death Talks About Life (un omaggio alla prevenzione contro l'AIDS), Morte comparve come una trentenne, con alcune rughe sulla fronte solitamente non presenti.

## Biografia del personaggio
Morte è il secondo più antico degli Eterni, una famiglia di esseri antropomorfi. Morte è presumibilmente il più potente degli Eterni (e probabilmente l'essere più potente dell'universo) avendo mostrato (in un flashback in Brief Lives) di essere virtualmente onnisciente ed in grado di intimidire le Furie, che non mostrarono alcuna paura verso gli altri Eterni, semplicemente alzando la voce in The Kindly Ones. La strega Tessaglia menzionò che Morte è l'unico Eterno che non è legato a nessuna regola, supportata in una porzione di Sogno di Endless Nights in cui fece una breve comparsa ad una conferenza disegnata per conferire le funzioni per le entità e la lasciò prima che cominciasse. In più, fu menzionato in Brief Lives che è l'unico Eterno che potrebbe sopravvivere alla fine di questa incarnazione dell'universo. L'ultimo compito che spetta a Morte quando giungerà la fine dei tempi, sarà quello di sbattere il tappeto, spegnere le luci e chiudersi alle spalle la porta dell'universo. Nonostante tutto però anche Morte ha delle leggi e delle regole da rispettare, benché differenti da quelle delle altre divinità e che anche lei non ha il permesso di inteferire in certe situazioni. Le entità che le sono superiori sono le Parche, tra cui Làchesi che è la madre di Morte e di Morfeo, Presenza, entità suprema dell'universo DC e creatrice/creatore dell'universo, lo Spettro e lo Streniero Fantasma che eseguono la volontà di quest'ultimo. Il regno di Morte non è descritto nei dettagli nella serie, ad eccezione per una breve scena nella sua "casa" nello Speciale di Sandman, Song of Orpheus, e successivamente nella serie The Books of Magic. Qui è dove tiene la sua collezione di cappelli, i suoi pesci rossi Slim e Wandsworth e probabilmente la sua galleria. Una breve occhiata del suo regno si può notare in The Little Endless Storybook, quando Barnabas la visitò, anche se questa volta era un appartamento. Nonostante tutto, Morte in certi momenti si mostra scontenta del proprio lavoro, poiché la maggior parte delle creature mortali la temono o la odiano per la perdita dei propri cari, mentre a differenza di suo fratello Morfeo tutti i mortali entrano con gioia e felicità nel suo regno dei sogni. Come ammesso da Morte stessa, quando la vita di qualcuno finisce, lei non da l'oblio, lasciando intendere quindi che quando ogni creatura vivente muore mantiene tutto ciò che ha. Nella serie tv, Morte rivela che non va da tutti i vivi, e che ci sono alcune eccezioni. Rivela di avere donato l'immortalità a Mad Hettie (Hettie la Matta) e Hob Gadling. Durante la serie di The Sandman, Morte ammetterà di essere arrabbiata col fratello Distruzione, poiché egli ha scelto L'Eternità Infinita.
Un giorno ogni secolo, Morte vive (e muore) come una mortale, al fine di comprendere il valore delle vite che prende. Lo fa per diventare una mortale destinata a morire quel giorno. Alla fine di Death: l'alto costo della vita la sua versione Eterna parla con la sua versione mortale.
Nella serie tv, Morte rivela a suo fratello Morfeo, che tempo prima che nascesse il mondo degli uomini, anche lei attraversò una crisi come quella di suo fratello Distruzione, e che fu a un passo dal rinunciare ai suoi compiti e di andarsene, ammettendo, che la sofferenza e il disprezzo che causava ai mortali, erano diventati insostenibili.
Nella serie Sandman, Morfeo accenna che se la setta di Burgess il Re dei demoni fosse riuscita nel suo intento di catturare Morte, le conseguenze per il mondo e l'equilibrio cosmico sarebbero state devastanti, ritenendo che è stata un'immensa fortuna per gli esseri umani che il rituale non sia riuscito.

## Comparse

### Vertigo Comics
La popolarità di Morte la vide protagonista di due serie limitate spin-off, Death: l'alto costo della vita (1993) e Death: The Time of Your Life (1996). Entrambi scritti da Gaiman e illustrati da Chris Bachalo, e avevano a che fare con gli incontri di Morte con vari mortali. Death: l'alto costo della vita divenne il primo fumetto pubblicato sotto la nuova etichetta Vertigo nata nel 1993, al cui punto anche The Sandman mosse dalla DC Comics alla Vertigo. Una terza miniserie, The Girl Who Would Be Death di Caitlin R. Kiernan, parlava di una ragazza che acquistò un ankh rubato a Morte e tentò di diventare lei Morte. In realtà Morte non si vide mai nel fumetto, ma nei quattro numeri della serie parlò e agì nel terzo e quarto numero della serie.
Nel 2003, il fumetto in stile manga Death: At Death's Door raffigurò le attività di Morte durante la quarta storia di Sandman Season of Mists. Fu scritto e illustrato da Jill Thompson, e il formato si dimostrò sufficientemente popolare per Thompson da produrre il seguito in stile manga Dead Boy Detectives, in cui comparvero personaggi minori di Sandman, e "presentò un cameo di Morte".
Un auto-conclusivo intitolato A Death Gallery (1994) fu distribuito come uno dei fumetti da vetrina in cui comparvero vari personaggi secondari di Sandman pubblicato tra il 1994 e il 1995. La Death Gallery presentò una rappresentazione di Morte da più di trenta fumettisti, inclusi alcuni sketch dello stesso Gaiman. In Endless Nights (2003) Gaiman mostrò Morte molti milioni di anni fa, con una personalità differente e più marcata - proibitiva e senza gioia.
Comparve anche in The Books of Magic (primo volume, 1991, sempre di Gaiman) alla fine del tempo, dove la sua funzione è di mettere a posto le cose e chiudere l'universo. Incontrò Timothy Hunter e Mister E dopo che questi portò Timothy alla fine del tempo, perché solo lì poteva ucciderlo senza temere di essere fermato. Morte fermò l'omicidio sulla base che "vi ho presi entrambi miliardi di anni fa". Mandò Timothy a casa, ma costrinse Mister E a farlo nel modo più duro. John Ney Rieber la incluse in The Books of Magic vol. 2 n. 3 e n. 4 in cui permise a Timothy Hunter di restare a casa sua e di tenere il suo orsacchiotto, Cavendish, mentre si riprendeva dal veleno di Manticora. Successivamente Hunter incontrò Morte camminando sotto la pioggia in The Books of Magic n. 25, e ci fu una storia successiva su di lei in Hunter: The Age of Magic. In Hellblazer n. 120, Morte comparve brevemente in un pub pieno di fantasmi.
Comparve anche nella serie Lucifer di Mike Carey quando il protagonista omonimo della serie fu ferito e fu vicino alla morte. Inizialmente sembrò che Morte fosse giunta proprio per Lucifero, ma in realtà era lì per Elaine Belloc che morì (temporaneamente) salvando la vita di Lucifero. Morte ammise di essere giunta un po' prima e ne approfittò per parlare con Lucifero che al momento era bloccato tra la vita e la morte.
Nella serie Madame Xanadu, la protagonista omonima della serie la chiamò mentre era in prigione e le fu negata l'accesso alle sue pozioni di giovinezza durante la Rivoluzione francese. Poiché sopravvisse fin dai giorni di Re Artù, divenne vecchia molto in fretta senza di essi. Convocò la Morte e si lesse le carte, interpretando la sua morte come precognitiva per il destino futuro della Terra. Morte fu così contenta di questa interpretazione che donò a Madame Xanadu l'immortalità, revocabile in qualsiasi momento Xanadu avesse voluto.

### Universo DC
Morte fece delle comparse occasionali nella linea temporale dell'Universo DC. Per il fastidio di Neil Gaiman comparve in Captain Atom n. 42 e n. 43 (giugno-luglio 1990), come mero aspetto della Morte. Altre storie di Giffen che presentano Morte includono l'auto-conclusivo Ambush Bug Nothing Special (settembre 1992), un cameo nel fumetto di Lobo Lobo's Back n. 3 (ottobre 1992), in cui schiaffeggia Lobo per essere stato freddo con lei. Osservò la distruzione della Terra in Legione dei Super Eroi vol. 4 n. 38 (dicembre 1992). Il personaggio comparve in Action Comics n. 894, che fu scritto da Paul Cornell. Cornell confermò che Neil Gaiman diede la sua approvazione per l'utilizzo di Morte nelle sue storie. Nella storia, mentre cercava un anello nero del potere, Lex Luthor la incontrò. Comparve ancora nel n. 900 e in The Flash vol. 3 n. 6, parte del crossover Il giorno più splendente.

### Comparse semi-canoniche
Nel fumetto di otto pagine dedicato alla consapevolezza dell'AIDS Death Talks About Life di Gaiman e McKean (che fu inserito per la prima volta in vari fumetti Vertigo, e successivamente distribuito come un opuscolo omaggio), Morte dimostrò il sesso sicuro mettendo un preservativo su una banana tenuta da John Constantine. Accendendo l'impatto sul messaggio sottinteso, informò i lettori che quando uno aveva finito con la dimostrazione poteva anche "mangiare la banana". Questo fu utilizzato nelle scuole superiori e fu ristampato come un'aggiunta al fumetto Death: l'alto costo della vita.
Questa versione di Morte ebbe un cameo nel crossover Vendicatori/JLA n. 2. Fu raffigurata nella casa base del Granmaestro, insieme a Deadman, Hela e la versione vestita di viola della Morte nativa dell'Universo Marvel, che, nel frattempo che la storia si sviluppava, esistette nello stesso continuum dell'universo immaginario come quello della DC (la versione di Morte della Marvel Comics comparve alternativamente come una bellissima donna fredda con indosso una veste viola o uno scheletro camminante, a volte maschio a volte femmina, a seconda del contesto sempre in una veste viola).
Fece una comparsa nell'Universo Marvel, al matrimonio di Rick Jones e Marlo Chandler in The Incredible Hulk n. 418 (passando un pettine a Marlo, un riferimento al gioco di parole di Marlo che si "pettina con la morte").

## Comparse e riferimenti non canonici
Morte (non degli Eterni) fu anche narratrice e ospite di The Big Book of Death (1995), un fumetto dal largo formato nel genere "strano ma vero" del fumetto Ripley's Believe It Or Not che venne fuori dalla Paradox Press, una filiale della DC Comics.
"Morte degli Eterni" fu nominata nel fumetto Young Adult del 2009, The Suicide Club di Rhys Thomas. Qui, il protagonista descrive il ritorno di Morte con il suono del battito delle ali.
Morte viene nominata in "The Maxx" di Sam Kieth "Sono tutti dei necro-nerd e appassionati si Sand. Pensano che la morte sia romantica. La morte è dura, e fredda e brutta, non è una bella ragazza", come affermato dal personaggio Sara.
Morte viene anche nominata nel romanzo Vallecuervo di Jorge Jaramillo (Messico, 2010). Úrsula, la protagonista, sta cercando suo fratello. Scoprì che viveva in un vecchio attico, in mezzo a tonnellate di fumetti e di roba: "Mentre cercavo Love and Rockets TBI avvertì di essere osservato. Con mia sorpresa era Lei. Sì, Lei. Morte. Degli Eterni. La bella ragazza nel vestito nero dei fumetti di Neil Gaiman. Era lì, ferma, che mi guardava dritto negli occhi. Mi mossi verso di lei, le toccai il viso. Polvere. L'ho piegata e la portai con me (insieme a quei fumetti Rockets e alcuni libri di Rick Veicht)".
La serie a fumetti Doctor Who della Virgin Books' New Adventures introdusse un'incarnazione femminile manipolatrice e moralmente ambivalente in generale della Morte (o piuttosto, come rivelato, uno dei tanti Eterni mascherato da principio cosmico). In Happy Endings disse alcune frasi tratte dalla miniserie originale The Books of Magic. Anche se la massa del romanzo fu scritto da Paul Cornell, la sezione che vede Morte fu scritta dall'autore Neil Penswick, come parte di un capitolo scritto a due mani dagli autori delle 49 storie precedenti.